# Supercoppa del Turkmenistan
La Supercoppa del Turkmenistan (in turkmeno Türkmenistanyň Naýbaşy Kubogy) è la supercoppa nazionale di calcio del Turkmenistan. 
La competizione, organizzata dalla Federazione calcistica del Turkmenistan, si tiene ogni anno dal 2005 e oppone le squadre vincitrici della Ýokary Liga e della Coppa del Turkmenistan, che si affrontano in gara secca. 

## Albo d'oro
| Anno | Vincitore    | Risultato     | Seconda          | Luogo, data                        |
| ---- | ------------ | ------------- | ---------------- | ---------------------------------- |
| 2005 | HTTU Aşgabat | 4-1           | Merw             | Stadio Balkanabat, 4 dicembre 2005 |
| 2006 | Balkan       | 3-2           | HTTU Aşgabat     |                                    |
| 2007 | Aşgabat      | 1-1 (3-2 dtr) | Şagadam          |                                    |
| 2008 | Merw         | 3-2           | Aşgabat          |                                    |
| 2009 | HTTU Aşgabat | 3-0           | Altyn Asyr       | Stadio Olimpico, 21 novembre 2009  |
| 2011 | Balkan       | 4-2           | Altyn Asyr       |                                    |
| 2012 | Balkan       | 2-1 (dts)     | HTTU Aşgabat     |                                    |
| 2013 | HTTU Aşgabat | 1-1 (4-2 dtr) | Balkan           | Stadio Türkmenabat, 5 aprile 2013  |
| 2014 | Ahal         | 4-2           | HTTU Aşgabat     | Stadio Aşgabat, 1 marzo 2014       |
| 2015 | Altyn Asyr   | 3-0           | Ahal             | Stadio Kopetdag, 28 ottobre 2015   |
| 2016 | Altyn Asyr   | 2-1           | Şagadam          | Stadio Aşgabat, 28 febbraio 2016   |
| 2017 | Altyn Asyr   | 3-0           | Aşgabat          | Stadio Aşgabat, 1º marzo 2017      |
| 2018 | Altyn Asyr   | 1-0           | Ahal             | Stadio Kopetdag, 20 giugno 2018    |
| 2019 | Altyn Asyr   | 2-0           | Köpetdag Aşgabat | Stadio Kopetdag, 3 agosto 2019     |
| 2021 | Altyn Asyr   | 2-0           | Köpetdag Aşgabat | Stadio Aşgabat, 23 november 2021   |

## Vittorie per squadra
| Squadra          | Vittorie | Sconfitte | Anni vittorie                            | Anni sconfitte   |
| ---------------- | -------- | --------- | ---------------------------------------- | ---------------- |
| Altyn Asyr       | 7        | 2         | 2015, 2016, 2017, 2018, 2019, 2020, 2021 | 2009, 2011       |
| HTTU Aşgabat     | 3        | 3         | 2005, 2009, 2013                         | 2006, 2012, 2014 |
| Balkan           | 3        | 1         | 2006, 2011, 2012                         | 2013             |
| Ahal             | 1        | 2         | 2014                                     | 2015, 2018       |
| Aşgabat          | 1        | 2         | 2007                                     | 2008, 2017       |
| Merw             | 1        | 1         | 2008                                     | 2005             |
| Şagadam          | -        | 2         | -                                        | 2007, 2016       |
| Köpetdag Aşgabat | -        | 1         | -                                        | 2019             |